# Polkovnik (Bundeswehr)
Polkovnik (izvirno nemško Oberst; kratica: O) je častniški čin v Bundeswehru (v Deutsches Heeru in Bundesluftwaffe). v Bundesmarine mu ustreza čin kapitana, medtem ko mu v specialističnih činih enaki: Obersartz, Flottenartz, Oberstapotheker, Flottenapotheker in Oberstveterinär.
Nadrejen je činu podpolkovnika in podrejen činu brigadnega generala. V sklopu Natovega STANAG 2116 spada v razred OF-5, medtem ko v zveznem plačilnem sistemu sodi v razred A 16-B3.
V skladu z zakonodajo je častnik povišan v čin polkovnika po 15 letih častniške službe.

## Oznaka čina
Oznaka čina je lahko:
- naramenska (epoletna) oznaka (za službeno uniformo): hrastov venec in tri srebrne zvezde z barvno obrobo glede na rod oz. službo[6]
- naramenska (epoletna) oznaka (za bojno uniformo): hrastov venec in tri zvezde (barvna obroba je samo na spodnjem delu oznake).[7]

Do leta 1956 je bila oznaka čina sledeča: tri zvezde nad stiliziranim parom hrastovih listov.
Oznaka čina polkovnika Luftwaffe ima na dnu oznake še stiliziran par kril.
Galerija
- Naramenska epoletna oznaka (za službeno uniformo)
- Naramenska epoletna oznaka (za bojno uniformo)
- Osnovna oznaka čina Luftwaffe